# Velîki Lucikî, Muncaci
Velîki Lucikî (în ucraineană Великі Лучки, în cehă Velké Loučky) este o comună în raionul Muncaci, regiunea Transcarpatia, Ucraina, formată numai din satul de reședință.

## Istoric
În a doua jumătate a secolului al XVII-lea a fost construită în sat o biserică de lemn cu hramul „Sf. Arhanghel Mihail”. Acest lăcaș de cult a fost vândut în anul 1793 satului mai mare și mai bogat Medvedivți. Localnicii ruteni din Medvedivți au donat biserica de lemn în anul 1929 Primăriei orașului Praga, care era atunci capitala statului (Rusia Subcarpatică, astăzi regiunea Transcarpatia a Ucrainei, a devenit parte a noului stat Cehoslovacia după Primul Război Mondial și împărțirea teritoriului Ungariei), unde se află și în prezent.

## Demografie
Componența lingvistică a comunei Velîki Lucikî
     Ucraineană (95,99%)
     Maghiară (3,48%)
     Alte limbi (0,46%)
Conform recensământului din 2001, majoritatea populației comunei Velîki Lucikî era vorbitoare de ucraineană (95,99%), existând în minoritate și vorbitori de maghiară (3,48%).